# Leonard Weber
Leonard Weber (ur. 22 października 1889 w Kozubowie, Austro-Węgry, zm. 16 września 1975 we Wrocławiu) – wybitny polski pszczelarz o wszechstronnych zainteresowaniach: studiował architekturę we Włoszech, pasjonował się astronomią, był poliglotą zafascynowanym językami sztucznymi (Esperanto, Ido).
W latach 1921-1939 był redaktorem naczelnym wydawanego we Lwowie miesięcznika „Bartnik Postępowy”. W tychże latach wydaje wiele książek o tematyce pszczelarskiej, m.in.: „Ule nadstawkowe amerykańskie” (1919), „Hodowla Pszczół” (1920), „Całoroczna gospodarka w pasiece” i „Choroby i szkodniki pszczół” (1923), „Jak zbudować najtańszy i najprostszy ul i jak w nim gospodarować” (1925), „Pszczoła i ul” (1930), „Pasieka” (1934). W 1937 roku wydaje także podręcznik do nauki języka Ido. W 1944 po wycofaniu się hitlerowców ze Lwowa wydał książkę „Nauki dla pszczelników”.
Po wojnie wraz z prawie całą polską kadrą naukowo-dydaktyczną Akademii Medycyny Weterynaryjnej we Lwowie przeniósł się do Wrocławia. Jako adiunkt wraz ze swoim asystentem Rudolfem Niemczukiem stworzył na nowo powstałym Wydziale Weterynarii Uniwersytetu i Politechniki Katedrę Hodowli i Chorób Pszczół. Weber został jej kierownikiem do 1951 roku, kiedy to została przekształcona w Wyższą Szkołę Rolniczą. Tam objął kierownictwo Zakładu Hodowli Pszczół, które piastował do emerytury w 1961.